# Rue Ambroise Paré
Koordinaten: 48° 52′ 55″ N, 2° 21′ 9″ O

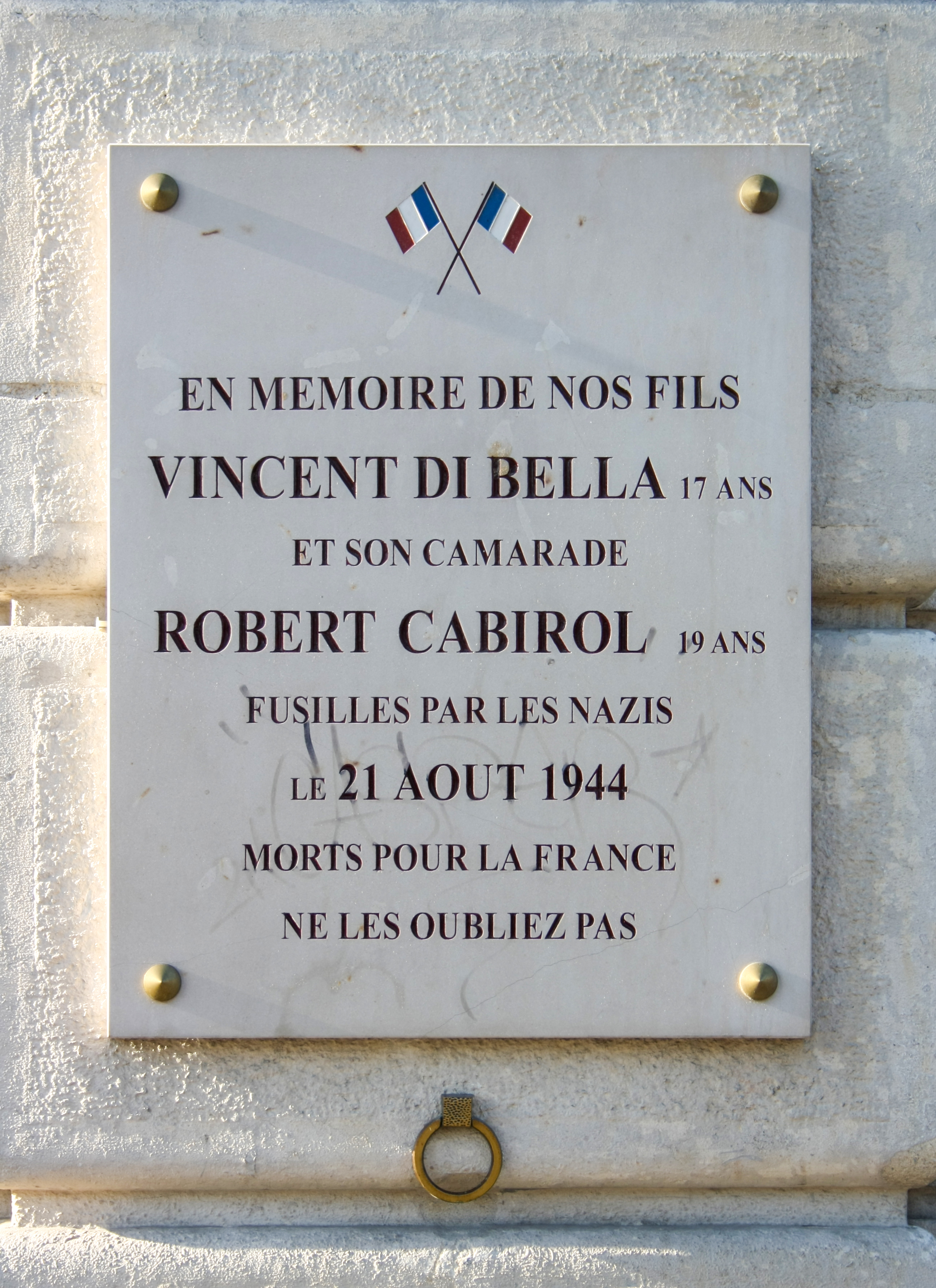
Gedenktafel für getötete Widerstandskämpfer am Haus Nr. 1

Die Rue Ambroise Paré ist eine Straße im Quartier Saint-Vincent-de-Paul des 10. Arrondissements in Paris.

## Verlauf
Die Rue Ambroise Paré liegt hinter dem Gare du Nord. Sie beginnt auf der Höhe der Hausnummer Nr. 95 der Rue de Maubeuge und endet an der Rue Guy-Patin bzw. am Boulevard de Magenta. Die 20 Meter breite und 210 Meter lange Straße wird an ihrer ganzen nördlichen Seite vom Krankenhaus Lariboisière eingenommen.

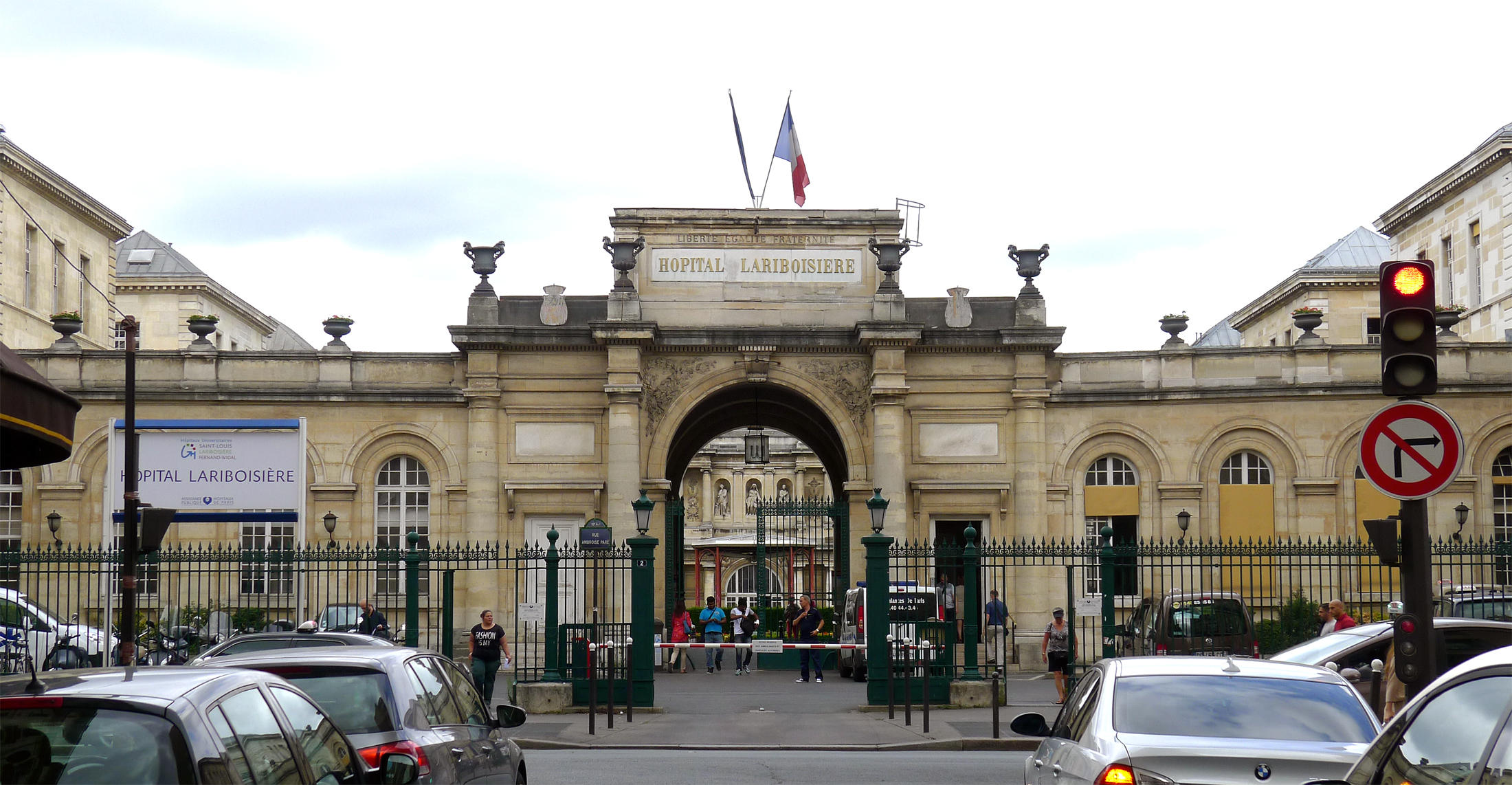
Eingang des Hôpital Lariboisière

## Namensursprung
Die 1855 fertiggestellte Straße wurde nach Ambroise Paré benannt, dem Arzt der französischen Könige Heinrich II., Franz II., Karl IX. und Heinrich III.

## Geschichte
Die Straße wurde 1844 auf einem Teil der Enclos Saint-Lazare eröffnet und per Erlass vom 19. November 1855 verlängert.
Die einheitliche Bebauung, mit sechsstöckigen Häusern und sich abwechselndem Fassadenschmuck, ist aus der Entstehungszeit der Straße weitgehend erhalten geblieben.